# Joannes Rudolphus Coraduzzi
Joannes Rudolphus (Janez Rudolf) Coraduzzi, slovenski pravnik, operoz in akademik, * 7. april 1663, Ljubljana, † 21. maj 1717, Škofja Loka.

## Življenje in delo
Študiral je pravo v Ingolstadtu in bil po vrnitvi s študija prisedenik ljubljanskega deželnega sodišča. Bil je tudi član in predsednik takrat še mlade Academie operosum Labacensis (danes SAZU). Za nastopni govor akademskim veljakom si je leta 1701 priprav disertacijo Apes academicae (Akademske čebele), drugo delo Florilegium diversorum (1708) pa je ostalo v rokopisu.